# 통신병의 노래

## 배경
제2차 세계대전 당시 공군성 장관 헤르만 괴링은 루프트바페의 규모에 비해 10만명이라는 병력을 가지고 있었다. 이에 OKW는 공군 병력중 일부를 육군에 배속시키라는 명령을 받았지만 헤르만 괴링은 거절했다. OKW가 재차 요구하자 헤르만 괴링은 "나의 병사들을 줄 순 없지만 빌려줄 순 있다."란 말을 하여 육군의 역할을 하지만 소속은 공군인  부대가 나타났다. 이때 창설된 것이 공군지상통신중대인데, 이들을 기리며 부르는 군가가 바로 통신병의 노래(Funkerlied)이다.    